# Демо графічний вибух

Демо графічний вибух — альбом українського рок-гурту «Тартак». Вийшов 2001 року.

## Зміст
1. DJ ВОВОчка
2. Ну, пострибай!
3. Божевільні танці — 2001
4. 100%-ий плагіат
5. Did Uhim
6. Подаруй мені кохання!
7. Кожнетіло
8. Купуйте українське!
9. Зимаматимачеха
10. Хай мене хай
11. О-ля-ля
12. Буча-Чака

## Сингли
| О-ля-ля    | О-ля-ля                   |
| ---------- | ------------------------- |
| Виконавець | Тартак                    |
| Мова       | українська                |
| Видано     | 1999                      |
| Країна     | Україна                   |
| Записано   | 1998                      |
| Жанр       | реп-метал фанк-метал панк |
| Відеокліп  |                           |

«О-ля-ля» — пісня гурту Тартак, видана 1999 року як радіосингл. До пісні було відзнято відеокліп, що став першим у творчому доробку гурту.
На відео показано Сашка Положинського, що сидячи на стільці постійно змінює своє вбрання. Також двоє інших учасників гурту виступають білим та чорним янголами, що по черзі чіпляються до нього, і наприкінці відео намагаються розділити стільця навпіл. Також в середині відео показано уривок з концерту гурту.